# Mari Holm Lønseth

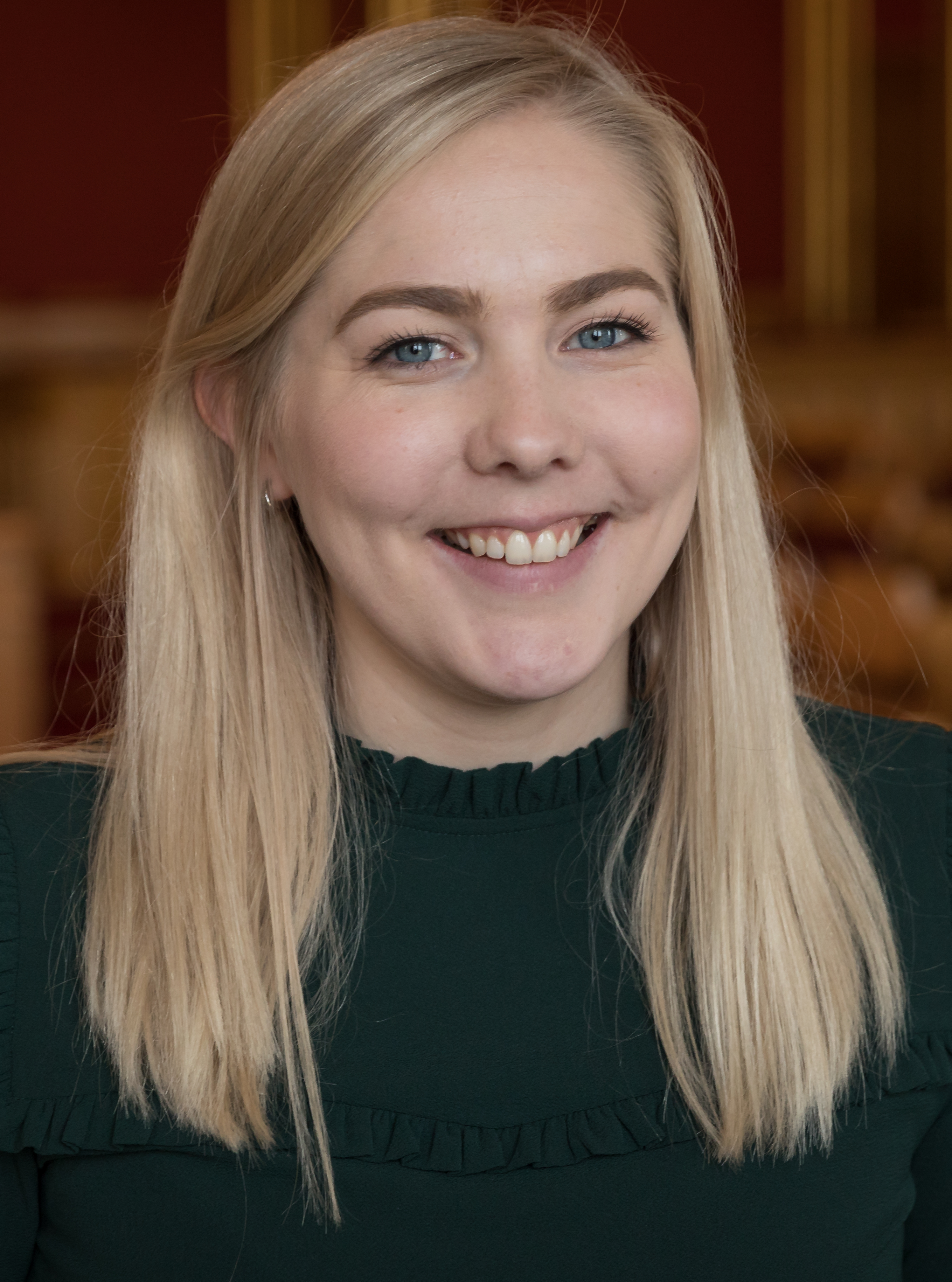
Mari Holm Lønseth, 2017

Mari Holm Lønseth (* 29. August 1991 in Trondheim) ist eine norwegische Politikerin der konservativen Partei Høyre. Seit 2017 ist sie Abgeordnete im Storting.

## Leben
Nach dem Abschluss der weiterführenden Schule studierte Lønseth von 2010 bis 2015 Rechtswissenschaft an der Universität Oslo. Das Studium schloss sie mit einem Master ab. Anschließend arbeitete sie bis 2017 als Anwältin. Ab 2011 saß sie außerdem im Stadtrat von Trondheim und zwischen 2011 und 2013 stand sie der Jugendorganisation Unge Høyre im damaligen Fylke Sør-Trøndelag vor.
Lønseth zog bei der Parlamentswahl 2017 erstmals in das norwegische Nationalparlament Storting ein. Dort vertritt sie den Wahlkreis Sør-Trøndelag und sie wurde zunächst Mitglied im Kommunal- und Verwaltungsausschuss. Im Januar 2020 ging sie während der laufenden Legislaturperiode in den Gesundheits- und Pflegeausschuss über. Im Januar 2020 wurde die Mitglied des Fraktionsvorstandes ihrer Partei, wo sie bis Ende September 2021 verblieb. Nach der Wahl 2021 kehrte sie in den Kommunal- und Verwaltungsausschuss zurück. Im Juni 2024 wechselte sie während der laufenden Legislaturperiode in den Justizausschuss, dessen stellvertretenden Vorsitz sie im Oktober 2024 übernahm.
Im März 2024 heiratete sie den FrP-Politiker Sivert Bjørnstad.